# Olsnäs
Olsnäs är en by i Siljansnäs socken i Leksands kommun, centrala Dalarna.
Olsnäs ligger på västra sidan i den inre delen av Olsnäsviken på Siljans södra strand. Byn ligger cirka 5 kilometer väster om Siljansnäs tätort och består av enfamiljshus samt bondgårdar.
Från början var byn en fäbodvall. Djurhållningen upphörde dock på 1960-talet.
Strax nordväst om byn sträcker sig Digernäset ut i Siljan. Större delen av näset tillhör Leksands församling. 